# Chiến dịch tuyên truyền sai lệch ChinaAngVirus
Chiến dịch tuyên truyền sai lệch #ChinaAngVirus (tiếng Anh: #ChinaIsTheVirus) là một chiến dịch tuyên truyền bí mật chống vắc xin do Bộ Quốc phòng Hoa Kỳ thực hiện vào giai đoạn đỉnh điểm của Đại dịch COVID-19 kéo dài từ mùa xuân năm 2020 đến mùa xuân năm 2021, nhằm ngăn cản công dân Philippines, Trung Á và Trung Đông nhận vắc xin CoronaVac của Sinovac Biotech và sử dụng các vật tư y tế khác của Trung Quốc để phòng chống COVID-19. Chiến dịch tuyên truyền này đã sử dụng ít nhất 300 tài khoản giả trên Twitter (nay là X), Facebook, Instagram và các trang web mạng xã hội khác được thiết kế cho trông giống người dùng internet địa phương.
Báo cáo của hãng thông tấn Reuters được công bố vào tháng 6 năm 2024 đã phát hiện ra chiến dịch và phỏng vấn các quan chức Bộ Quốc phòng Hoa Kỳ, những cá nhân đã được xác nhận tham gia tuyên truyền có chủ đích chiến dịch. Hãng thông tấn cũng mô tả chiến dịch này được thiết kế để "chống lại những gì mà họ cho là ảnh hưởng ngày càng tăng của Trung Quốc ở Philippines". Một phát ngôn viên của Lầu Năm Góc cho biết, đây là phản ứng đối với "ngoại giao COVID và tuyên truyền của Trung Quốc". Việc công khai chiến dịch tuyên truyền đã khiến các nhà lập pháp trong Quốc hội Philippines mở một cuộc điều tra về những tổn hại và thiệt hại do chiến dịch tung tin sai lệch gây ra, trách nhiệm của quân đội Hoa Kỳ trong việc vi phạm luật pháp quốc tế, và các hành động pháp lý có thể chống lại những bên liên quan.

## Bối cảnh

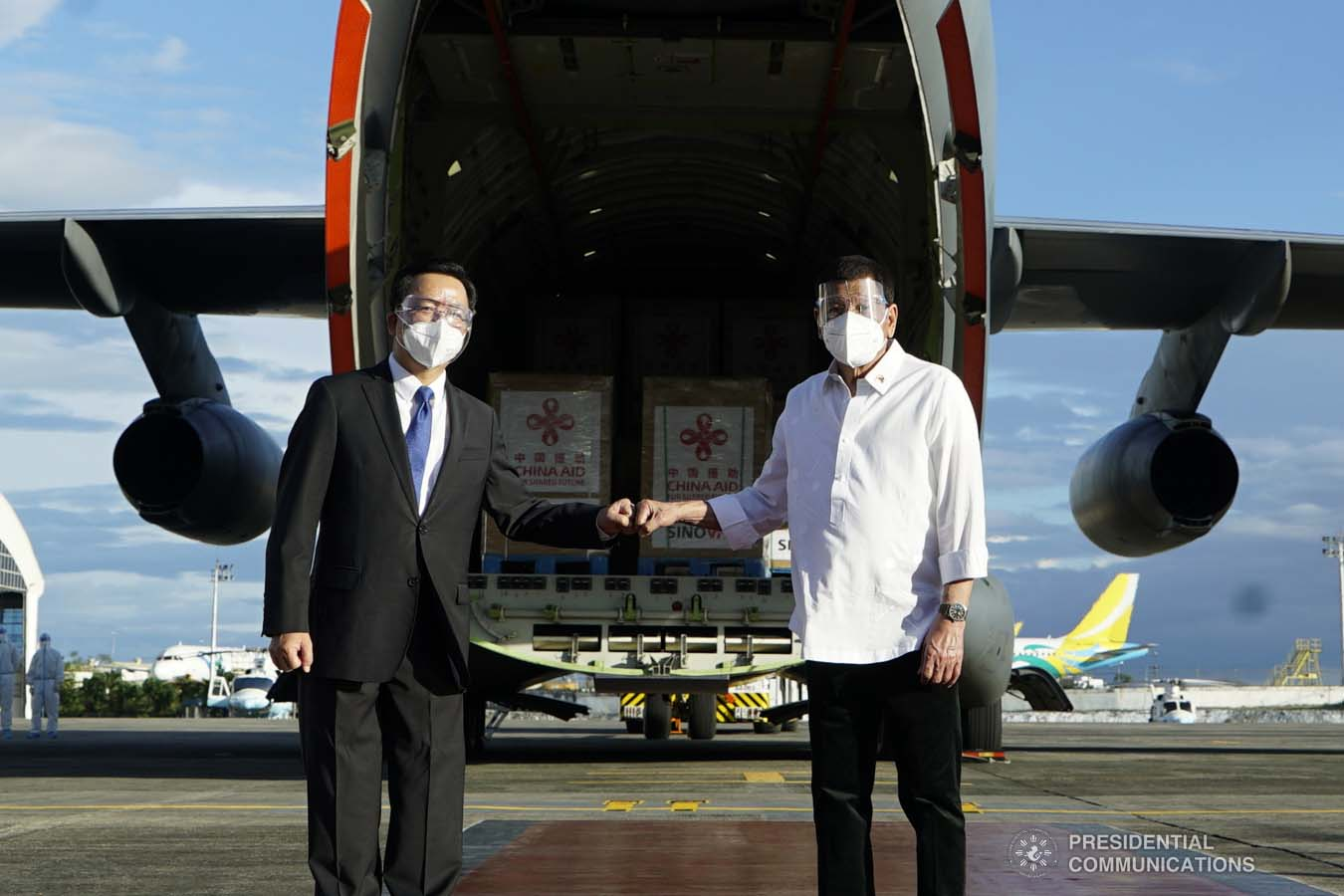
Đại sứ Trung Quốc tại Philippines Hoàng Khê Liên (trái) và Tổng thống Philippines Rodrigo Duterte tại lễ bàn giao CoronaVac vào tháng 2 năm 2021.

Vào tháng 5 năm 2020, Trung Quốc đưa ra tuyên bố sẽ gửi khẩu trang, máy thở, và cuối cùng là vắc xin đến các nước đang phát triển và các nước chịu ảnh hưởng nặng nề nhất trong đại dịch COVID-19 như một "sản phẩm công cộng toàn cầu". Từ tháng 3 năm 2021, vắc xin Sinovac bắt đầu được phân phối tại Philippines và cho đến đầu năm 2022, Sinovac trở thành loại vắc xin chính có sẵn cho người dân Philippines, trong khi vắc xin của Hoa Kỳ mới bắt đầu được phân phối. Tổng thống Philippines Rodrigo Duterte đã yêu cầu Trung Quốc cung cấp vắc xin cho Philippines ngay khi chúng được hoàn thành, và phía Trung Quốc cũng đã đồng ý. Đến tháng 6 năm 2021, Philippines đã ghi nhận hơn 1,3 triệu ca nhiễm COVID-19, với gần 24.000 người tử vong đưa quốc gia này trở thành nước có tỷ lệ tử vong cao nhất trong khu vực Đông Nam Á. Vào thời điểm này, chỉ có 2,1 triệu trong số 114 triệu công dân Philippines được tiêm chủng đầy đủ so với mốc 70 triệu công dân do chính phủ Philippines đề ra. Việc nhiều người không tiêm chủng đã khiến Tổng thống Rodrigo Duterte đưa ra tuyên bố công khai đe dọa bỏ tù những công dân không tiêm chủng.

## Chiến dịch
Dưới nhiệm kỳ của Tổng thống Hoa Kỳ Donald Trump và kéo dài đến vài tháng đầu tiên của nhiệm kỳ Joe Biden, quân đội Hoa Kỳ đã lập và sử dụng ít nhất 30 tài khoản Twitter giả mạo công dân Philippines và lan truyền thông tin cho rằng, vắc xin Sinovac của Trung Quốc và các sản phẩm khác được sản xuất tại Trung Quốc như khẩu trang không hiệu quả hoặc gây nguy hiểm. Chương trình này đã được đặt tại trung tâm hoạt động tâm lý của quân đội Hoa Kỳ ở Tampa, Florida. Những tài khoản đầu tiên trong chiến dịch đã được tạo vào mùa xuân năm 2020, và phần lớn vào mùa hè cùng năm. Các tài khoản này được kiểm soát bởi nhân viên quân đội Hoa Kỳ và các nhà thầu trong các cấu trúc tại Căn cứ Không quân MacDill ở Tampa. Các bài tweet từ các tài khoản này thường xuyên đăng tải kèm theo hashtag #ChinaAngVirus, có nghĩa là #ChinaIsTheVirus trong tiếng Anh. Hầu hết các tweet đăng cũng đăng tải thông tin về việc Trung Quốc là cội nguồn của virus và sự không đáng tin cậy từ nước này liên quan đến các vật tư y tế mà họ gửi đến các quốc gia khác.
Một số dòng tweet bao gồm: 
COVID đến từ Trung Quốc và VẮC XIN cũng đến từ Trung Quốc, đừng tin Trung Quốc.— Được đăng bằng tiếng Tagalog.

Đến từ Trung Quốc – PPE, khẩu trang, vắc xin: GIẢ. Nhưng virus corona là thật.— Được đăng bằng tiếng Tagalog.

Nhiều tweet cũng đã chứa các hình ảnh và meme được tạo ra để liên kết Trung Quốc và các vật tư y tế của Trung Quốc với việc không hiệu quả hoặc nguy hiểm. Một sĩ quan quân đội cao cấp cho biết Bộ Quốc phòng Hoa Kỳ đã ưu tiên việc "bôi nhọ Trung Quốc" hơn là sức khỏe cộng đồng, mặc dù đã có sự phản đối mạnh mẽ của một số nhà ngoại giao Hoa Kỳ tại Đông Nam Á nhưng họ đã bị phớt lờ. Không chỉ dừng lại ở Philippines, chiến dịch còn tạo ra các tài khoản nhắm đến các quốc gia khác ở Đông Nam Á, Trung Á và Trung Đông vào mùa hè năm 2021. Nhiều tài khoản đã được tạo ra cho các nước có phần lớn người dân theo Hồi giáo đã đăng các thông tin lan truyền cho rằng vắc xin Sinovac chứa gelatin từ lợn, điều này khiến sản phẩm không được chứng nhận Halal, do không được phép sử dụng hoặc phân phối theo luật Hồi giáo. Một số tin nhắn được đăng bao gồm:
Đây là những gì #Hoa_Kỳ đề xuất để hỗ trợ các quốc gia, bao gồm cả các quốc gia Ả Rập có được vắc xin #Coronavirus (#Covid_19) và giảm thiểu những tác động phụ của đại dịch. Trong khi đó, #Nga và #Trung_Quốc đang lợi dụng đại dịch để mở rộng ảnh hưởng và tăng lợi nhuận, mặc dù vắc xin Nga không hiệu quả và vắc xin Trung Quốc chứa gelatin từ lợn.— Được đăng bằng tiếng Ả Rập.

Các nhà khoa học Hồi giáo từ Viện Raza ở Mumbai đã báo cáo phát hiện vắc xin coronavirus của Trung Quốc chứa gelatin từ lợn và khuyến cáo chống lại loại vắc xin haram này. Trung Quốc đang giấu diếm thông tin về thành phần chính xác của loại thuốc này, gây nên sự không tin tưởng trong cộng đồng Hồi giáo.— Được đăng bằng tiếng Nga.

Báo cáo của Reuters đã xác nhận ngay cả sau khi các nhà điều hành mạng xã hội thay đổi sang chính quyền mới của Joe Biden về chiến dịch thông tin sai lệch về COVID-19 thì chiến dịch này vẫn tiếp tục cho đến khi chính quyền cấm nó vào mùa xuân năm 2021 và bắt đầu một cuộc đánh giá nội bộ. Cuộc đánh giá kết luận, chiến dịch không nhắm đến bất kỳ công dân Hoa Kỳ nào. Quân đội Hoa Kỳ sau đó cũng đã yêu cầu Meta không được gỡ bỏ nội dung được đăng trên các tài khoản giả mạo. Một số tài khoản liên quan vẫn hoạt động trên Facebook đến tháng 6 năm 2024.

## Điều tra
Các điều tra viên của Reuters đã phỏng vấn hơn 20 quan chức và các nhà thầu quân sự Hoa Kỳ để xác minh về các tài khoản giả mạo và lý do quân đội Hoa Kỳ sử dụng chúng. Một phát ngôn viên của Bộ Quốc phòng nước này cho rằng mặc dù quân đội đã sử dụng mạng xã hội và các nền tảng khác để ảnh hưởng đến ý kiến công chúng, nhưng điều này được thực hiện nhằm chống lại các cuộc tấn công thông tin sai lệch nhắm vào Hoa Kỳ và các đồng minh, đặc biệt là để đáp trả việc Trung Quốc sử dụng mạng xã hội để lan truyền thông tin sai lệch cho rằng Hoa Kỳ phải chịu trách nhiệm về việc bắt đầu và làm trầm trọng thêm đại dịch. Người phát ngôn này cho biết, chiến dịch và các chiến thuật thông tin khác được quân đội Hoa Kỳ sử dụng "có chủ đích, phương pháp và toàn diện". Sau khi chiến dịch tuyên truyền bị phát giác, X (trước đây là Twitter) đã xóa các tài khoản liên quan sau khi các cuộc điều tra kết luận những tài khoản này có thời gian hoạt động không đồng đều. Một cuộc điều tra nội bộ của X đã phát hiện hơn 150 tài khoản giả mạo được vận hành từ Tampa, sử dụng địa chỉ IP và dữ liệu trình duyệt từ các tài khoản đó.

## Phản ứng
Đại sứ quán Philippines tại Washington, D.C. đã tuyên bố, các phát hiện về chiến dịch tuyên truyền "xứng đáng" được điều tra và các quan chức của các quốc gia khác bị ảnh hưởng bởi chiến dịch này cũng nên biết về điều đó nó. Một số nhân viên cứu trợ người Philippines đã bày tỏ sự phẫn nộ khi biết về chiến dịch này. Người phát ngôn viên đại diện cho Đại sứ quán Trung Quốc tại Manila đã lên án sự "đạo đức giả, ý đồ xấu xa và tiêu chuẩn kép" của quân đội Hoa Kỳ và những mục tiêu của họ trực tiếp đối lập với quyền con người và sức khỏe của người dân Philippines.
Nhiều chuyên gia y tế công cộng Hoa Kỳ đã lên án chiến dịch vì đã ưu tiên lợi ích chính trị hơn là tính mạng và sinh kế của con người. Nhiều chuyên gia cho biết chiến dịch tuyên truyền sai lệch này cũng có thể làm giảm niềm tin vào các biện pháp y tế công cộng của Hoa Kỳ và các quốc gia trên toàn cầu chứ không chỉ niềm tin vào các biện pháp của Trung Quốc. Nó cũng làm giảm niềm tin về sự an toàn và hiệu quả của các loại vắc xin khác ngoài Sinovac. Tiến sĩ Nina Castillo-Carandang, cố vấn y tế của Tổ chức Y tế Thế giới và Philippines, cho biết tỷ lệ tử vong cao vào thời điểm chiến dịch xảy ra cùng với việc không đủ nguồn cung vắc xin tại Philippines làm cho chiến dịch này trở nên nguy hiểm và tăng số lượng tử vong. Bộ trưởng Bộ Y tế Philippines Esperanza Cabral cho biết sự không tin tưởng rộng rãi từ người dân Philippines vào vắc xin Sinovac đã đến quốc gia này từ tháng 3 năm 2021, và tin rằng chiến dịch đã góp phần làm tăng đáng kể số tượng tử vong không cần thiết.
Yuan Youwei, người phát ngôn của Sinovac, cho biết những tác động của chiến dịch tuyên truyền sai lệch và các chiến dịch tương tự sẽ làm giảm tỷ lệ tiêm chủng và niềm tin vào khoa học cũng như các sáng kiến y tế công cộng, dẫn đến việc bệnh lan truyền ngày càng tồi tệ hơn và làm gia tăng sự lo lắng, không tin tưởng của công chúng. Người phát ngôn cũng nhấn mạnh nhiệm vụ của Sinovac là ngăn ngừa bệnh tật và cải thiện sinh kế, đồng thời, các chuyên gia trong ngành nghề khác nên tập trung vào lĩnh vực của mình. Vào tháng 6 năm 2024, Thượng nghị sĩ Philippines Imee Marcos và Dân biểu Hạ viện France Castro đã cùng đưa ra các nghị quyết để khởi xướng một cuộc điều tra về tác động của chiến dịch thông tin sai lệch và các biện pháp pháp lý nếu chương trình này vi phạm luật pháp quốc tế, cũng như xem chiến dịch này là một mối đe dọa trực tiếp đến an ninh quốc gia Philippines.